# Idiopsar erythronotus
El yal gorjiblanco también denominado fringilo de garganta blanca (en Perú) o cometocino de Arica (en Chile) (Idiopsar erythronotus), es una especie de ave paseriforme de familia Thraupidae perteneciente al género Idiopsar, anteriormente situado en Phrygilus. Es nativo de la región andina del oeste de América del Sur. 

## Distribución y hábitat
Se distribuye desde el suroeste de Perú (Arequipa) hasta el extremo norte de Chile (Arica y Parinacota) y suroeste de Bolivia (hasta Potosí).
Esta especie es considerada localmente bastante común en sus hábitats naturales: los pastizales puneños y laderas rocosas altoandinas, entre los 3600 y los 4700 m de altitud.

## Sistemática

### Descripción original
La especie I. erythronotus fue descrita por primera vez por los naturalistas germano – chileno Rodolfo Amando Philippi y alemán Christian Ludwig Landbeck en 1861 bajo el nombre científico Chloropsiza erythronota; la localidad tipo es: « Parinacota, 10,000–17,000 pies [c. 3050–5200 m], Arica, Chile.»

### Etimología
El nombre genérico masculino Idiopsar se compone de las palabras del griego «idios»: diferente, peculiar, y «psar»: el estornino (Sturnidae); y el nombre de la especie «erythronotus» se compone de las palabras del griego  «eruthros»: rojo, y «notōs»: de espaldas.

### Taxonomía
Es monotípica. 
El género Phrygilus ya se demostraba ser altamente polifilético; de acuerdo con los estudios genéticos y las características externas, según el trabajo de Campagna et al. 2011, pueden distinguirse cuatro grupos bien diferenciados. Uno de estos grupos era formado por las entonces Phrygilus dorsalis y Phrygilus  erythronotus.
El género Idiopsar fue tradicionalmente tratado como un género monotípico (el correspondiente a I. brachyurus), hasta que en los años 2010, publicaciones de filogenias completas de grandes conjuntos de especies de la familia Thraupidae basadas en muestreos genéticos, que incluyeron varios marcadores mitocondriales y nucleares, permitieron comprobar que esa especie formaba un clado con otras tres, las entonces denominadas Phrygilus dorsalis, P. erythronotus y Diuca speculifera con las cuales además compartía rasgos cromáticos, morfológicos y similitudes distribucionales y ambientales.
Con base en estos resultados, Burns et al. (2016) propusieron un nuevo género Ephippiospingus para P. dorsalis y P. erythronotus. Esta fue la solución adoptada por Aves del Mundo (HBW) y Birdlife International (BLI). Sin embargo, el Comité de Clasificación de Sudamérica (SACC) en la Propuesta N° 730 parte 16 prefirió agruparlas en Idiopsar, dadas las similitudes ya señaladas. Esta posición fue seguida por el Congreso Ornitológico Internacional (IOC)  y Clements checklist/eBird.
Los amplios estudios filogenéticos recientes demuestran que la presente especie es hermana de Idiopsar dorsalis, y el par formado por ambas es hermano del par formado por Idiopsar brachyurus e I. speculifera.